# Adamàndios Andrutsópulos
Adamàndios Andrutsópulos (grec: Αδαμάντιος Ανδρουτσόπουλος)  (Unitat perifèrica de Messènia, 20 d'agost de 1919 - Atenes, 10 de novembre de 2000) fou un advocat i polític grec, que ocupà el càrrec de Primer Ministre de Grècia entre 25 de novembre de 1973 i 23 de juliol de 1974.
Va néixer a Psari (Messènia, Grècia) el 1919. Va estudiar a la Universitat d'Atenes i a la Universitat de Chicago. Mai es va graduar a Chicago. Va ser ministre de Finances (21 d'abril de 1967 - 26 d'agost de 1971) i ministre de l'Interior (26 d'agost de 1971 - 10 de maig de 1973) durant el règim militar de Papadópoulos. Quan Papadópoulos va ser enderrocat el 1973 per Ioannides, Androutsopoulos va ser nomenat cap de govern (25 de novembre de 1973 - 23 de juliol de 1974), i també ministre de Finances (25 de novembre de 1973 - 26 de juliol de 1974), fins al retorn del govern democràtic el 1974 durant la Metapolítefsi.